# Supercopa de España
De Supercopa de España of Spaanse Supercup is een Spaanse supercup voetbalbeker. De opzet bij de oprichting in 1982 bestond uit de deelname van twee teams. Sinds 2019/20 wordt het gespeeld door vier teams: de winnaars en runners-up van de Copa del Rey en de Primera División. 
FC Barcelona is huidig kampioen en heeft de meeste titels behaald.
Vanaf het seizoen 2019/20 telt het 4 teams, de winnaar en de nummer 2 van de Primera División en de winnaar en verliezend finalist van de Copa del Rey. Als de bekerwinnaar of verliezend finalist ook de kampioen of de nummer 2 van de Primera División is, doet de nummer 3 ook mee aan het mini-toernooi. De bekerwinnaar speelt tegen de nummer 2 en de kampioen speelt tegen de verliezend finalist. De halve finales en de finale vinden in januari plaats.
Wanneer een club zowel landskampioen als bekerwinnaar was, kreeg deze club de Supercopa in het verleden automatisch (Athletic Bilbao in 1984, Real Madrid in 1989). De laatste jaren speelt de verliezend bekerfinalist in een dergelijk geval in de Supercopa. Drie keer won een dergelijke club ook de Supercopa: in 1996 versloeg FC Barcelona landskampioen en bekerwinnaar Atlético Madrid, in 1998 was Real Mallorca te sterk voor landskampioen en bekerwinnaar FC Barcelona en in 2015 nam Atlético Madrid revanche voor 1996 door FC Barcelona te verslaan.
In het verleden werd in Spanje ook om een drietal andere prijzen gespeeld tussen de landskampioen en de bekerwinnaar. Deze prijzen waren de Copa de Campeones (1940), de Copa de Oro Argentina (1945) en de Copa Eva Duarte (1947-1953). De Copa de Oro Argentina en de Copa Eva Duarte werden gehouden op voorstelling van de Argentijnse ambassadeur in Spanje. Na de dood van Eva Perón, waarnaar de prijs genoemd was, in 1952 werd de Copa Eva Duarte opgeheven.

## Winnaars Supercopa

### 4-teamsformaat
| Jaar    | Winnaar         | Als                                | Uitslag            | Finalist        | Als             | Halvefinalisten | Als                              | Stadion, plaats                        |
| ------- | --------------- | ---------------------------------- | ------------------ | --------------- | --------------- | --------------- | -------------------------------- | -------------------------------------- |
| 2024/25 | FC Barcelona    | Nummer 2 (Liga)                    | 5 - 2              | Real Madrid     | Nummer 1 (Liga) | Athletic Club   | Winnaar van Copa                 | Koning Saud Universiteitstadion, Riyad |
| 2024/25 | FC Barcelona    | Nummer 2 (Liga)                    | 5 - 2              | Real Madrid     | Nummer 1 (Liga) | RCD Mallorca    | Finalist Copa                    | Koning Saud Universiteitstadion, Riyad |
| 2023/24 | Real Madrid     | Winnaar van Copa & nummer 2 (Liga) | 4 – 1              | FC Barcelona    | Nummer 1 (Liga) | Atlético Madrid | Nummer 3 (Liga)                  | Koning Saud Universiteitstadion, Riyad |
| 2023/24 | Real Madrid     | Winnaar van Copa & nummer 2 (Liga) | 4 – 1              | FC Barcelona    | Nummer 1 (Liga) | CA Osasuna      | Finalist Copa                    | Koning Saud Universiteitstadion, Riyad |
| 2022/23 | FC Barcelona    | Nummer 2 (Liga)                    | 3 - 1              | Real Madrid     | Nummer 1 (Liga) | Real Betis      | Winnaar van Copa                 | Koning Fahdstadion, Riyad              |
| 2022/23 | FC Barcelona    | Nummer 2 (Liga)                    | 3 - 1              | Real Madrid     | Nummer 1 (Liga) | Valencia CF     | Finalist Copa                    | Koning Fahdstadion, Riyad              |
| 2021/22 | Real Madrid     | Nummer 2 (Liga)                    | 2 - 0              | Athletic Bilbao | Finalist Copa   | FC Barcelona    | Winnaar van Copa                 | Koning Fahdstadion, Riyad              |
| 2021/22 | Real Madrid     | Nummer 2 (Liga)                    | 2 - 0              | Athletic Bilbao | Finalist Copa   | Atlético Madrid | Winnaar van Liga                 | Koning Fahdstadion, Riyad              |
| 2020/21 | Athletic Bilbao | Finalist Copa                      | 3 - 2 (n.v.)       | FC Barcelona    | Nummer 2 (Liga) | Real Sociedad   | Finalist Copa                    | Estadio de La Cartuja, Sevilla         |
| 2020/21 | Athletic Bilbao | Finalist Copa                      | 3 - 2 (n.v.)       | FC Barcelona    | Nummer 2 (Liga) | Real Madrid     | Winnaar van Liga                 | Estadio de La Cartuja, Sevilla         |
| 2019/20 | Real Madrid     | Nummer 3 (Liga)                    | 0 - 0 (4 - 1 pen.) | Atlético Madrid | Nummer 2 (Liga) | Valencia CF     | Winnaar van Copa                 | Koning Abdoellah Sportstad, Djedda     |
| 2019/20 | Real Madrid     | Nummer 3 (Liga)                    | 0 - 0 (4 - 1 pen.) | Atlético Madrid | Nummer 2 (Liga) | FC Barcelona    | Winnaar van Liga & finalist Copa | Koning Abdoellah Sportstad, Djedda     |

### 2-teamsformaat
| Jaar | Winnaar                                                                        | Winnaar van                                                                    | Totaalscore                                                                    | Finalist                                                                       | Winnaar van                                                                    | 1e W                                                                           | 2e W                                                                           |
| ---- | ------------------------------------------------------------------------------ | ------------------------------------------------------------------------------ | ------------------------------------------------------------------------------ | ------------------------------------------------------------------------------ | ------------------------------------------------------------------------------ | ------------------------------------------------------------------------------ | ------------------------------------------------------------------------------ |
| 2018 | FC Barcelona                                                                   | Liga & Copa                                                                    | 2 - 1                                                                          | Sevilla FC                                                                     |                                                                                | 1 - 2 < ( Stade Ibn Batouta, Tanger)                                           | 1 - 2 < ( Stade Ibn Batouta, Tanger)                                           |
| 2017 | Real Madrid                                                                    | Liga                                                                           | 5 - 1                                                                          | FC Barcelona                                                                   | Copa                                                                           | 1 - 3                                                                          | 2 - 0                                                                          |
| 2016 | FC Barcelona                                                                   | Liga & Copa                                                                    | 5 - 0                                                                          | Sevilla FC                                                                     |                                                                                | 0 - 2                                                                          | 3 - 0                                                                          |
| 2015 | Athletic Bilbao                                                                |                                                                                | 5 - 1                                                                          | FC Barcelona                                                                   | Liga & Copa                                                                    | 4 - 0                                                                          | 1 - 1                                                                          |
| 2014 | Atlético Madrid                                                                | Liga                                                                           | 2 - 1                                                                          | Real Madrid                                                                    | Copa                                                                           | 1 - 1                                                                          | 1 - 0                                                                          |
| 2013 | FC Barcelona                                                                   | Liga                                                                           | u 1 - 1                                                                        | Atlético Madrid                                                                | Copa                                                                           | 1 - 1                                                                          | 0 - 0                                                                          |
| 2012 | Real Madrid                                                                    | Liga                                                                           | u 4 - 4                                                                        | FC Barcelona                                                                   | Copa                                                                           | 3 - 2                                                                          | 2 - 1                                                                          |
| 2011 | FC Barcelona                                                                   | Liga                                                                           | 5 - 4                                                                          | Real Madrid                                                                    | Copa                                                                           | 2 - 2                                                                          | 3 - 2                                                                          |
| 2010 | FC Barcelona                                                                   | Liga                                                                           | 5 - 3                                                                          | Sevilla FC                                                                     | Copa                                                                           | 3 - 1                                                                          | 4 - 0                                                                          |
| 2009 | FC Barcelona                                                                   | Liga & Copa                                                                    | 5 - 1                                                                          | Athletic Bilbao                                                                |                                                                                | 1 - 2                                                                          | 3 - 0                                                                          |
| 2008 | Real Madrid                                                                    | Liga                                                                           | 6 - 5                                                                          | Valencia CF                                                                    | Copa                                                                           | 3 - 2                                                                          | 4 - 2                                                                          |
| 2007 | Sevilla FC                                                                     | Copa                                                                           | 6 - 3                                                                          | Real Madrid                                                                    | Liga                                                                           | 1 - 0                                                                          | 3 - 5                                                                          |
| 2006 | FC Barcelona                                                                   | Liga                                                                           | 4 - 0                                                                          | RCD Espanyol                                                                   | Copa                                                                           | 0 - 1                                                                          | 3 - 0                                                                          |
| 2005 | FC Barcelona                                                                   | Liga                                                                           | 4 - 2                                                                          | Real Betis                                                                     | Copa                                                                           | 0 - 3                                                                          | 1 - 2                                                                          |
| 2004 | Real Zaragoza                                                                  | Copa                                                                           | 3 - 2                                                                          | Valencia CF                                                                    | Liga                                                                           | 0 - 1                                                                          | 1 - 3                                                                          |
| 2003 | Real Madrid                                                                    | Liga                                                                           | 4 - 2                                                                          | RCD Mallorca                                                                   | Copa                                                                           | 2 - 1                                                                          | 3 - 0                                                                          |
| 2002 | Deportivo La Coruña                                                            | Copa                                                                           | 4 - 0                                                                          | Valencia CF                                                                    | Liga                                                                           | 3 - 0                                                                          | 0 - 1                                                                          |
| 2001 | Real Madrid                                                                    | Liga                                                                           | 4 - 1                                                                          | Real Zaragoza                                                                  | Copa                                                                           | 1 - 1                                                                          | 3 - 0                                                                          |
| 2000 | Deportivo La Coruña                                                            | Liga                                                                           | 2 - 0                                                                          | RCD Espanyol                                                                   | Copa                                                                           | 0 - 0                                                                          | 2 - 0                                                                          |
| 1999 | Valencia CF                                                                    | Copa                                                                           | 4 - 3                                                                          | FC Barcelona                                                                   | Liga                                                                           | 1 - 0                                                                          | 3 - 3                                                                          |
| 1998 | Real Mallorca                                                                  |                                                                                | 3 - 1                                                                          | FC Barcelona                                                                   | Liga & Copa                                                                    | 2 - 1                                                                          | 0 - 1                                                                          |
| 1997 | Real Madrid                                                                    | Liga                                                                           | 5 - 3                                                                          | FC Barcelona                                                                   | Copa                                                                           | 2 - 1                                                                          | 4 - 1                                                                          |
| 1996 | FC Barcelona                                                                   |                                                                                | 6 - 5                                                                          | Atlético Madrid                                                                | Liga & Copa                                                                    | 5 - 2                                                                          | 3 - 1                                                                          |
| 1995 | Deportivo La Coruña                                                            | Copa                                                                           | 5 - 1                                                                          | Real Madrid                                                                    | Liga                                                                           | 3 - 0                                                                          | 1 - 2                                                                          |
| 1994 | FC Barcelona                                                                   | Liga                                                                           | 6 - 5                                                                          | Real Zaragoza                                                                  | Copa                                                                           | 0 - 2                                                                          | 4 - 5                                                                          |
| 1993 | Real Madrid                                                                    | Copa                                                                           | 4 - 2                                                                          | FC Barcelona                                                                   | Liga                                                                           | 3 - 1                                                                          | 1 - 1                                                                          |
| 1992 | FC Barcelona                                                                   | Liga                                                                           | 5 - 2                                                                          | Atlético Madrid                                                                | Copa                                                                           | 3 - 1                                                                          | 1 - 2                                                                          |
| 1991 | FC Barcelona                                                                   | Liga                                                                           | 2 - 1                                                                          | Atlético Madrid                                                                | Copa                                                                           | 0 - 1                                                                          | 1 - 1                                                                          |
| 1990 | Real Madrid                                                                    | Liga                                                                           | 5 - 1                                                                          | FC Barcelona                                                                   | Copa                                                                           | 0 - 1                                                                          | 4 - 1                                                                          |
| 1989 | Real Madrid                                                                    | Liga & Copa                                                                    |                                                                                | -                                                                              | -                                                                              | Won automatisch                                                                | Won automatisch                                                                |
| 1988 | Real Madrid                                                                    | Liga                                                                           | 3 - 2                                                                          | FC Barcelona                                                                   | Copa                                                                           | 2 - 0                                                                          | 2 - 1                                                                          |
| 1987 | Real Madrid (Liga) en Real Sociedad (Copa) konden geen speeldata overeenkomen. | Real Madrid (Liga) en Real Sociedad (Copa) konden geen speeldata overeenkomen. | Real Madrid (Liga) en Real Sociedad (Copa) konden geen speeldata overeenkomen. | Real Madrid (Liga) en Real Sociedad (Copa) konden geen speeldata overeenkomen. | Real Madrid (Liga) en Real Sociedad (Copa) konden geen speeldata overeenkomen. | Real Madrid (Liga) en Real Sociedad (Copa) konden geen speeldata overeenkomen. | Real Madrid (Liga) en Real Sociedad (Copa) konden geen speeldata overeenkomen. |
| 1986 | Real Madrid (Liga) en Real Zaragoza (Copa) konden geen speeldata overeenkomen. | Real Madrid (Liga) en Real Zaragoza (Copa) konden geen speeldata overeenkomen. | Real Madrid (Liga) en Real Zaragoza (Copa) konden geen speeldata overeenkomen. | Real Madrid (Liga) en Real Zaragoza (Copa) konden geen speeldata overeenkomen. | Real Madrid (Liga) en Real Zaragoza (Copa) konden geen speeldata overeenkomen. | Real Madrid (Liga) en Real Zaragoza (Copa) konden geen speeldata overeenkomen. | Real Madrid (Liga) en Real Zaragoza (Copa) konden geen speeldata overeenkomen. |
| 1985 | Atlético Madrid                                                                | Copa                                                                           | 3 - 2                                                                          | FC Barcelona                                                                   | Liga                                                                           | 3 - 1                                                                          | 1 - 0                                                                          |
| 1984 | Athletic Bilbao                                                                | Liga & Copa                                                                    |                                                                                | -                                                                              | -                                                                              | Won automatisch                                                                | Won automatisch                                                                |
| 1983 | FC Barcelona                                                                   | Copa                                                                           | 3 - 2                                                                          | Athletic Bilbao                                                                | Liga                                                                           | 1 - 3                                                                          | 0 - 1                                                                          |
| 1982 | Real Sociedad                                                                  | Liga                                                                           | 4 - 1                                                                          | Real Madrid                                                                    | Copa                                                                           | 1 - 0                                                                          | 4 - 0                                                                          |

## Winnaars eerdere prijzen
| Jaar | Winnaar         | Winnaar van | Totaalscore | Finalist        | Winnaar van | 1e W            | 2e W            |                       |
| ---- | --------------- | ----------- | ----------- | --------------- | ----------- | --------------- | --------------- | --------------------- |
| 1953 | FC Barcelona    | Liga & Copa |             | -               | -           | Won automatisch | Won automatisch | Copa Eva Duarte       |
| 1952 | FC Barcelona    | Liga & Copa |             | -               | -           | Won automatisch | Won automatisch | Copa Eva Duarte       |
| 1951 | Atlético Madrid | Liga        | 2 - 0       | FC Barcelona    | Copa        | 2 - 0           | 2 - 0           | Copa Eva Duarte       |
| 1950 | Athletic Bilbao | Copa        | 7 - 5       | Atlético Madrid | Liga        | 5 - 5           | 2 - 0           | Copa Eva Duarte       |
| 1949 | Valencia CF     | Copa        | 7 - 4       | FC Barcelona    | Liga        | 4 - 7           | 4 - 7           | Copa Eva Duarte       |
| 1948 | FC Barcelona    | Liga        | 1 - 0       | Sevilla FC      | Copa        | 1 - 0           | 1 - 0           | Copa Eva Duarte       |
| 1947 | Real Madrid CF  | Copa        | 3 - 1       | Valencia CF     | Liga        | 3 - 1           | 3 - 1           | Copa Eva Duarte       |
| 1945 | FC Barcelona    | Liga        | 5 - 4       | Athletic Bilbao | Copa        | 5 - 4           | 5 - 4           | Copa de Oro Argentina |
| 1940 | Atlético Madrid | Liga        | 10 - 4      | RCD Español     | Copa        | 3 - 3           | 1 - 7           | Copa de Campeones     |

1982–2012 · 2013 · 2014 · 2015 · 2016 · 2017 · 2018 · 2019/20 · 2020–2022 · 2022/23 · 2023/24 · 2024/25
Primera División ·
Segunda División ·
Primera Federación ·
Segunda Federación ·
Tercera Federación ·
Spaans amateurvoetbal ·

Copa del Rey ·
Copa de la Liga ·
Supercopa de España · 
Primera División Femenina · 
Copa de la Reina

División de Honor de Futsal